# Lední hokej na Hrách dobré vůle 1990
Turnaj se odehrál v rámci Her dobré vůle  od 27. července do 5. srpna 1990 v Kennewicku a Tacomě. Zúčastnilo se osm reprezentačních mužstev. Mužstva byla rozdělena do dvou skupin po čtyřech, ve kterých se utkala systémem každý s každým. První dva týmy z každé skupiny postoupily do playoff o první až čtvrté místo. Mužstva na třetím a čtvrtém místě hrála o páté až osmé místo.

## Výsledky a tabulka

### Skupina A
|    |               | URS  | USA  | SUI | GER | V | R | P | Skóre | B |
| 1. | Sovětský svaz | ***  | 10:1 | 4:2 | 3:0 | 3 | 0 | 0 | 17:3  | 6 |
| 2. | USA           | 1:10 | ***  | 7:1 | 9:3 | 2 | 0 | 1 | 17:14 | 4 |
| 3. | Švýcarsko     | 2:4  | 1:7  | *** | 3:1 | 1 | 0 | 2 | 6:12  | 2 |
| 4. | Německo       | 0:3  | 3:9  | 1:3 | *** | 0 | 0 | 3 | 4:15  | 0 |

 Německo -  Sovětský svaz 0:3 (0:1, 0:1, 0:1)
28. července 1990 - Kennewick

Branky a nahrávky SSSR: 12. Vjačeslav Kozlov (Sergej Seljanin, Alexej Gusarov), 27. Alexander Semak (Kovalev, Vladimir Malachov), 48. Sergej Němčinov (Kozlov).

Rozhodčí: L. Galvin (USA) - D. Barden (CAN), Boris Janíček (TCH)
SSSR: Artūrs Irbe - Vladimir Malachov, Vladimir Konstantinov, Michail Tatarinov, Alexandr Smirnov, Igor Kravčuk, Alexej Gusarov, Sergej Seljanin - Pavel Bure, Dmytro Chrystyč, Valerij Kamenskij - Anrej Kovalev, Alexej Žamnov, Alexander Semak - Andrej Kovalenko, Vjačeslav Bucajev, Jevgenij Davydov - Vjačeslav Kozlov, Sergej Němčinov, Ilja Bjakin.
Německo: Josef Heiss - Udo Kießling, Andreas Pokorny, Stefan Schinner, Heinrich Schiffl, Ladislav Strompf, Berndt Wagner, Marco Rentz, Klaus Mischeller - Ernst Köpf, Bernhard Truntschka, Günter Oswald - Jürgen Trattner, Oliver Kasper, Raimund Hilger - Anton Krinner, Thomas Werner, Michael Paul - Ulrich Liebsch, Tobias Abstreiter, Michael Rumrich.
 USA -  Švýcarsko 7:1 (3:1, 2:0, 2:0)
28. července 1990 - Kennewick

Branky a nahrávky USA: 16. Jim Johansson (Dwayne Joyce, Mike McNeil), 2:1 18. Joe Sacco (Sean MacEachern, Toni Amonte), 3:1 18. Joe Sacco (Sean MacEachern, Toni Amonte), 26. Jim Nesich (Steve Johnson, Todd Richards), 27. David Emma (Carl Young, Bob Lakso), 43. Tim Sweeney (Jim Johansson), 45. Dan Keczmer (Mike McNeil, Tim Sweeney).

Branky a nahrávky Švýcarska: 10. Raymond Walder.

Rozhodčí: Nikolaj Morozov (URS) - Janne Rautavuori (FIN), Johan Enestedt (SWE)
USA: Guy Hebert - Paul Stanton, Dan Keczmer, Dwayne Joyce, Scott Sandelin, Todd Richards, Tom Pederson, Ian Kidd, Karl Valimon, Mike McNeil, Jim Johannson, Tim Sweeney, Toni Amonte, Sean MacEachern, Joe Sacco, Carl Young, David Emma, Bob Lakso, Lee Davidson, Steve Johnson, Jim Nesich.
 Německo -  Švýcarsko 1:3 (0:0, 0:0, 1:3)
30. července 1990 - Kennewick

Branky a nahrávky Německa: 48. Bernhard Truntschka.

Branky a nahrávky Švýcarska: 41. Thomas Vrabec (Patrick Howald, Gil Montandon), 58. Sven Leuenberger (Thomas Vrabec, Martin Rauch), 60. Thomas Vrabec.

Rozhodčí: Borje Johansson (SWE) - Jay Jacobs (USA), Šamil Šakirov (URS)
Německo: Josef Heiss - Udo Kießling, Andreas Pokorny, Stefan Schinner, Heinrich Schiffl, Ladislav Strompf, Berndt Wagner, Marco Rentz, Klaus Mischeller - Ernst Köpf, Bernhard Truntschka, Günter Oswald - Jürgen Trattner, Oliver Kasper, Raimund Hilger - Anton Krinner, Thomas Werner, Michael Paul - Ulrich Liebsch, Tobias Abstreiter, Michael Rumrich.
 USA -  Sovětský svaz 1:10 (0:4, 0:0, 1:6)
30. července 1990 - Kennewick

Branky a nahrávky USA: 45. Joe Sacco (Jim Johannson).

Branky a nahrávky SSSR: 4. Valerij Kamenskij (Pavel Bure, Dmytro Chrystyč), 0:2 10. Alexander Semak (Alexej Žamnov, Michail Tatarinov), 0:3 10. Andrej Kovalenko (Jevgenij Davydov, Igor Kravčuk), 16. Dmytro Chrystyč (Valerij Kamenskij), 49. Pavel Bure (Valerij Kamenskij), 1:6 51. Vjačeslav Kozlov (Michail Tatarinov), 1:7 51. Vladimir Malachov, 55. Jevgenij Davydov (Andrej Kovalenko, Vjačeslav Bucajev), 59. Jevgenij Davydov (Igor Kravčuk, Vjačeslav Bucajev), 60. Pavel Bure (Vladimir Malachov, Vladimir Konstantinov).

Rozhodčí: M. Gagnon (CAN) - Roland Stalder (SUI), Wilhelm Schimm (GER)
 USA -  Německo 9:3 (2:1, 3:1, 4:1)
1. srpna 1990 - Kennewick

Branky a nahrávky USA: 5. Paul Stanton, 20. Steve Johnson (Scott Harlow), 28. Toni Amonte, 29. Joe Sacco (Toni Amonte, Sean MacEachern), 30. Jim Johannson (Todd Richards), 46. Tim Sweeney (Jim Johannson, Mike McNeil), 55. Toni Amonte (Scott Sandelin, Tom Pederson), 57. Tim Swinney (Jim Johannson), 60. Scott Harlow (Karl Valimon, Ian Kidd).

Branky a nahrávky Německa: 7. Ernst Köpf (Udo Kiessling, Andreas Pokorny), 33. Günter Oswald (Udo Kiessling, Ernst Köpf), 55. Marco Rentz (Ulrich Liebsch, Ladislav Strompf).

Rozhodčí: Borje Johansson (SWE) - Janne Rautavuori (FIN), Johan Enestedt (SWE)
 Sovětský svaz -  Švýcarsko 4:2 (1:0, 0:1, 3:1)
1. srpna 1990 - Kennewick

Branky a nahrávky SSSR: 14. Sergej Němčinov (Sergej Seljanin, Vjačeslav Kozlov), 45. Andrej Kovalenko (Jevgenij Davydov), 51. Ilja Bjakin (Alexander Semak), 59. Vjačeslav Bucajev (Andrej Kovalenko).

Branky a nahrávky Švýcarska: 27. Peter Bartschi (Jean-Jacques Aeschliman, Mark Leuenberger), 58. Patrick Howald (Andre Rotelli).

Rozhodčí: L. Galvin (USA) - W. Schimm (GER), D. Barden (CAN)
SSSR: Artūrs Irbe - Vladimir Malachov, Vladimir Konstantinov, Michail Tatarinov, Alexandr Smirnov, Igor Kravčuk, Alexej Gusarov, Sergej Seljanin - Pavel Bure, Dmytro Chrystyč, Valerij Kamenskij - Anrej Kovalev, Alexej Žamnov, Alexander Semak - Andrej Kovalenko, Vjačeslav Bucajev, Jevgenij Davydov - Vjačeslav Kozlov, Sergej Němčinov, Ilja Bjakin.

### Skupina B
|    |                | CAN | SWE | FIN | TCH | V | R | P | Skóre | B |
| 1. | Kanada         | *** | 4:3 | 6:5 | 3:2 | 3 | 0 | 0 | 13:10 | 6 |
| 2. | Švédsko        | 3:4 | *** | 7:1 | 5:4 | 2 | 0 | 1 | 15:9  | 4 |
| 3. | Finsko         | 5:6 | 1:7 | *** | 4:2 | 1 | 0 | 2 | 10:15 | 2 |
| 4. | Československo | 2:3 | 4:5 | 2:4 | *** | 0 | 0 | 3 | 8:12  | 0 |

 Švédsko -  Československo 5:4 (2:3, 1:0, 2:1)
27. července 1990 - Kennewick

Branky a nahrávky Švédska: 16:48 Niklas Eriksson (Patrik Carnbäck, Mats Sundin), 19:57 Mats Sundin (Fredrick Stillman, Patrik Carnbäck), 26:03 Arto Blomsten, 41:36 Jan Larsson (Robert Burakowski, Peter Andersson), 44:48 Jan Viktorsson (Peter Andersson, Charles Berglund).

Branky a nahrávky Československa: 3:24 Tomáš Jelínek (Radek Ťoupal, Bedřich Ščerban), 7:19 Vladimír Petrovka (Martin Hosták, Richard Žemlička), 14:58 Richard Žemlička, 40:24 Radek Kampf (Ivo Dostál, Libor Dolana).

Rozhodčí: M. Gagnon (CAN) - Šamil Šakirov (URS), Wilhelm Schimm (GER)

Vyloučení: 6:3 (využití 3:0)
Švédsko: Anders Bergman - Fredrick Stillman, Mats Kilström, Arto Blomsten, Kenneth Kennholt, Peter Andersson, Tommy Sjödin - Patrik Carnbäck, Niklas Eriksson, Mats Sundin - Jan Viktorsson, Mikael Johansson, Charles Berglund - Robert Burakowski, Jan Larsson, Patrick Eriksson - Johan Strömvall, Lars Karlsson, Thomas Forslund.
ČSFR: Petr Bříza - Ivo Dostál, Bedřich Ščerban, Richard Šmehlík, Petr Kuchyňa, Jiří Šlégr, Milan Tichý (Jiří Vykoukal) - Libor Dolana, Jiří Kučera, Ladislav Lubina - Ľubomír Kolník, Josef Beránek, Petr Rosol - Tomáš Jelínek, Radek Ťoupal, Radek Kampf - Vladimír Petrovka, Martin Hosták, Richard Žemlička. 
 Kanada -  Finsko 6:5 (3:1, 2:2, 1:2)
27. července 1990 - Kennewick

Branky a nahrávky Kanady: 3. Russ Romaniuk (Kent Manderville), 13. Joé Juneau (Scott Pellerin, Jean-Yves Roy), 20. Joé Juneau (Greg Andrusak, Pellerin), 23. Shushak (Mark Laniel, Greg Andrusak), 26. Russ Romaniuk (Kent Manderville), 60. Kent Manderville (Jason Lafreniere).

Branky a nahrávky Finska: 11. Pekka Tuomisto (Pekka Tirkkonen, Hannu Henrikkson), 26. Kai Rautio, 37. Juha Riihijärvi (Mika Nieminen, Curry Kivi), 45. Mika Nieminen (Pekka Tuomisto), 54. Jukka Wilander (Kari Jalonen, Pasi Huura).

Rozhodčí: Borje Johansson (SWE) - Jay Jacobs (USA), Roland Stalder (SUI)
Kanada: Larry Dick - Brad Schlegel, Ken McCarthur, Jason Herter, Ken Hammond, Greg Andrusak, Mark Laniel, Mickey Vulcat - Craig Woodcroft, Jason Lafreniere, Randy Smith - Jean-Yves Roy, Joé Juneau, Scott Pellerin - Kent Manderville, Brian Wilkes, Russ Romaniuk - Gary Shushak, Dave Tomlinson, Pat Murray.
Finsko: Sakari Lindfors - Arto Ruotanen, Kai Rautio, Timo Kulonen, Curry Kivi, Antti Tuomenoxa, Yukka Marttila, Pasi Huura, Hannu Henrikkson - Pauli Järvinen, Kari Jalonen, Jukka Wilander - Jukka Virtanen, Jari Hirsimäki, Jari Pulliainen - Juha Riihijärvi, Mika Nieminen, Pekka Tuomisto - Pekka Peltola, Pekka Tirkkonen, Vesa Viitakoski.
 Finsko -  Československo 4:2 (0:1, 3:0, 1:1)
29. července 1990 - Kennewick

Branky a nahrávky Finska: 21:58 Kari Jalonen (Yukka Marttila), 27:50 Yukka Marttila (Juha Riihijärvi, Mika Nieminen), 35:21 Juha Riihijärvi (Antti Tuomenoxa), 52:11 Mika Nieminen (Juha Riihijärvi, Pekka Tuomisto).

Branky a nahrávky Československa: 5:50 Tomáš Jelínek (Jiří Šlégr), 50:25 Tomáš Jelínek (Radek Kampf).

Rozhodčí: Nikolaj Morozov (URS) - Johan Enestedt (SWE), D. Barden (CAN)

Vyloučení: 16:13 (využití 2:1) navíc Petr Bříza na 10 minut.
Finsko: Sakari Lindfors - Kai Rautio, Arto Ruotanen, Antti Tuomenoxa, Yukka Marttila, Pasi Huura, Hannu Henrikkson - Pauli Järvinen, Kari Jalonen, Jukka Wilander - Jukka Virtanen, Jari Hirsimäki, Jari Pulliainen - Pekka Tirkkonen, Pekka Peltola, Vesa Viitakoski - Pekka Tuomisto, Mika Nieminen, Juha Riihijärvi.
ČSFR: Petr Bříza - Ivo Dostál, Bedřich Ščerban, Richard Šmehlík, Jiří Vykoukal, Petr Kuchyňa, Jiří Šlégr - Libor Dolana, Jiří Kučera, Ladislav Lubina - Ľubomír Kolník, Josef Beránek, Petr Rosol - Tomáš Jelínek, Radek Ťoupal, Radek Kampf - Vladimír Petrovka, Martin Hosták, Richard Žemlička. 
 Kanada -  Švédsko 4:3 (3:0, 1:0, 0:3)
29. července 1990 - Kennewick

Branky a nahrávky Kanady: 10. Kent Manderville (Russ Romaniuk, Brian Wilkes), 11. Mark Laniel (Gary Shushak), 14. Mark Laniel (Craig Woodcroft, Randy Smith), 33. Craig Woodcroft (Jason Lafreniere, Randy Smith).

Branky a nahrávky Švédska: 45. Mikael Johansson (Jan Viktorsson), 54. Mats Sundin (Patrik Carnbäck, Johan Strömvall), 60. Mats Sundin (Charles Berglund).

Rozhodčí: L. Galvin (USA) - Boris Janíček (TCH), Janne Rautavuori (FIN)
Kanada: Warren Sharples - Brad Schlegel, Ken McCarthur, Jason Herter, Ken Hammond, Greg Andrusak, Mark Laniel, Mickey Vulcat - Craig Woodcroft, Jason Lafreniere, Randy Smith - Jean-Yves Roy, Joé Juneau, Scott Pellerin - Kent Manderville, Brian Wilkes, Russ Romaniuk - Gary Shushak, Dave Tomlinson, Pat Murray.
Švédsko: Thomas Östlund - Fredrick Stillman, Mats Kilström, Arto Blomsten, Kenneth Kennholt, Peter Andersson, Tommy Sjödin, Rikard Persson - Patrik Carnbäck, Niklas Eriksson, Mats Sundin - Jan Viktorsson, Mikael Johansson, Charles Berglund - Patrick Eriksson, Jan Larsson, Robert Burakowski - Thomas Forslund - Lars Karlsson, Johan Strömvall, Håkan Ölund.
 Kanada -  Československo 3:2 (1:1, 1:0, 1:1)
31. července 1990 - Kennewick

Branky a nahrávky Kanady: 8:30 Ken MacArthur (Craig Woodcroft, Randy Smith), 28:01 Gary Shushak (Mickey Vulcat, Dave Tomlinson), 55:18 Jason Lafreniere (Craig Woodcroft).

Branky a nahrávky Československa: 4:47 Richard Žemlička (Martin Hosták, Vladimír Petrovka), 46:03 Petr Rosol.

Rozhodčí: Nikolaj Morozov (URS) - Roland Stalder (SUI), Šamil Šakirov (URS)

Vyloučení: 6:3
Kanada: Warren Sharples - Greg Andrusak, Mark Laniel, Ken McCarthur, Jason Herter, Brad Schlegel, Ken Hammond, Mickey Vulcat - Jean-Yves Roy, Joé Juneau, Scott Pellerin - Kent Manderville, Brian Wilkes, Russ Romaniuk - Craig Woodcroft, Jason Lafreniere, Randy Smith - Gary Shushak, Dave Tomlinson, Pat Murray.
ČSFR: Eduard Hartmann - Ivo Dostál (Milan Tichý), Bedřich Ščerban, Petr Kuchyňa, Jiří Šlégr, Richard Šmehlík, Jiří Vykoukal - Libor Dolana, Jiří Kučera, Ladislav Lubina - Vladimír Petrovka, Martin Hosták, Richard Žemlička - Roman Mejzlík, Josef Beránek, Petr Rosol - Tomáš Jelínek, Radek Ťoupal, Radek Kampf. 
 Švédsko -  Finsko 7:1 (2:0, 4:1, 1:0)
31. července 1990 - Kennewick

Branky a nahrávky Švédska: 4. Jan Viktorsson (Fredrick Stillman, Kenneth Kennholt), 13. Thomas Forslund (Håkan Ölund, Fredrick Stillman), 22. Robert Burakowski (Larsson), 27. Thomas Forslund(Robert Burakowski), 32. Jan Viktorsson (Arto Blomsten, Kenneth Kennholt), 34. Patrick Eriksson (Jan Larsson), 60. Jan Larsson (Peter Andersson).

Branky a nahrávky Finska: 28. Pauli Järvinen (Jukka Wilander, Arto Ruotanen).

Rozhodčí: M. Gagnon (CAN) - Boris Janíček (TCH), Jay Jacobs (USA)
Švédsko: Anders Bergman - Rikard Persson, Fredrick Stillman, Arto Blomsten, Kenneth Kennholt, Peter Andersson, Tommy Sjödin - Mats Sundin, Johan Strömvall, Patrik Carnbäck - Jan Viktorsson, Mikael Johansson, Charles Berglund - Patrick Eriksson, Jan Larsson, Robert Burakowski - Thomas Forslund, Lars Karlsson, Håkan Ölund - Niklas Eriksson.
Finsko: Sakari Lindfors (40. Ari-Pekka Siekkinen) - Kai Rautio, Arto Ruotanen, Timo Kulonen, Curry Kivi, Antti Tuomenoxa, Yukka Marttila, Pasi Huura, Hannu Henrikkson - Pauli Järvinen, Kari Jalonen, Jukka Wilander - Jukka Virtanen, Jari Hirsimäki, Jari Pulliainen - Pekka Tuomisto, Mika Nieminen, Juha Riihijärvi - Pekka Tirkkonen, Pekka Peltola, Vesa Viitakoski.

### Semifinále
Sovětský svaz -  Švédsko 4:1 (1:0, 0:1, 3:0)
4. srpna 1990 - Tacoma

Branky a nahrávky SSSR: 15. Vjačeslav Kozlov (Alexej Žamnov), 42. Andrej Kovalenko (Jevgenij Davydov, Vjačeslav Bucajev), 50. Pavel Bure (Valerij Kamenskij, Malakhov), 53. Pavel Bure (Dmytro Chrystyč).

Branky a nahrávky Švédska: 9. Thomas Forslund (Lars Karlsson).

Rozhodčí: M. Gagnon (CAN) - Janne Rautavuori (FIN), D. Barden (CAN)
SSSR: Artūrs Irbe - Vladimir Malachov, Vladimir Konstantinov, Igor Kravčuk, Alexej Gusarov, Michail Tatarinov, Alexandr Smirnov, Sergej Seljanin - Pavel Bure, Dmytro Chrystyč, Valerij Kamenskij - Andrej Kovalenko, Vjačeslav Bucajev, Jevgenij Davydov - Anrej Kovalev, Alexej Žamnov, Alexander Semak -  Vjačeslav Kozlov, Sergej Němčinov, Ilja Bjakin.
Švédsko: Anders Bergman - Rikard Persson, Fredrick Stillman, Arto Blomsten, Kenneth Kennholt,  Peter Andersson, Tommy Sjödin - Mats Sundin, Johan Strömvall, Patrik Carnbäck - Jan Viktorsson, Mikael Johansson, Charles Berglund - Patrick Eriksson, Jan Larsson, Robert Burakowski - Thomas Forslund, Lars Karlsson, Håkan Ölund - Niklas Eriksson.
 Kanada -  USA  4:5sn (2:1, 1:2, 1:1, 0:0)
4. srpna 1990 - Tacoma

Branky a nahrávky Kanady: 8. Pat Murray (Gary Shushak, Dave Tomlinson), 17. Jean-Yves Roy (Pellerin, Hammond), 33. Pat Murray (Brad Schlegel), 54. Kent Manderville (Brian Wilkes).

Branky a nahrávky USA: 7. Sean MacEachern (Joe Sacco), 26. Sean MacEachern (Toni Amonte, Joe Sacco), 36. Dan Keczmer (Mike McNeil), 48. Tom Pederson.

Rozhodčí: Nikolaj Morozov (URS) - Johan Enestedt (SWE), Boris Janíček (TCH)

### Finále
Sovětský svaz -  USA 4:3sn (2:0, 1:3, 1:0, 0:0)
5. srpna 1990 - Tacoma

Branky a nahrávky SSSR: 5. Valerij Kamenskij (Dmytro Chrystyč, Vladimir Konstantinov), 36. Valerij Kamenskij, 60. Valerij Kamenskij (Michail Tatarinov, Sergej Němčinov).

Branky a nahrávky USA: 27. Tim Sweeney (Mike McNeil, Dan Keczmer), 28. Carl Young (David Emma), 36. David Emma.

Rozhodčí: Borje Johansson (SWE) - Johan Enestedt (SWE), Boris Janíček (TCH)
SSSR: Artūrs Irbe - Vladimir Malachov, Vladimir Konstantinov, Igor Kravčuk, Alexej Gusarov, Michail Tatarinov, Alexandr Smirnov, Sergej Seljanin -Pavel Bure, Dmytro Chrystyč, Valerij Kamenskij - Andrej Kovalenko, Vjačeslav Bucajev, Jevgenij Davydov - Anrej Kovalev, Alexej Žamnov, Alexander Semak -  Vjačeslav Kozlov, Sergej Němčinov, Ilja Bjakin.

### O 3. místo
Švédsko -  Kanada 6:1 (2:0, 3:1, 1:0, 0:0)
5. srpna 1990 - Tacoma

Branky a nahrávky Švédska: 12. Robert Burakowski (Jan Larsson, Patrick Eriksson), 13. Jan Viktorsson (Charles Berglund), 39. Patrik Carnbäck (Niklas Eriksson, Tommy Sjödin), 45. Niklas Eriksson (Peter Andersson, Mats Sundin), 47. Johan Strömvall (Thomas Forslund, Lars Karlsson), 59. Mats Sundin (Patrik Carnbäck, Arto Blomsten).

Branky a nahrávky Kanady: 40. Russ Romaniuk.

Rozhodčí: Nikolaj Morozov (URS) - Šamil Šakirov (URS), Jay Jacobs (USA)
Švédsko: Thomas Östlund - Rikard Persson, Fredrick Stillman, Arto Blomsten, Kenneth Kennholt, Peter Andersson, Tommy Sjödin - Mats Sundin, Johan Strömvall, Patrik Carnbäck - Jan Viktorsson, Mikael Johansson, Charles Berglund - Patrick Eriksson, Jan Larsson, Robert Burakowski - Thomas Forslund, Lars Karlsson, Håkan Ölund - Niklas Eriksson.
Kanada: Warren Sharples (12:56 Larry Dick) - Brad Schlegel, Ken McCarthur, Jason Herter, Ken Hammond, Greg Andrusak, Mark Laniel, Mickey Vulcat -Craig Woodcroft, Jason Lafreniere, Randy Smith - Jean-Yves Roy, Joé Juneau, Scott Pellerin - Kent Manderville, Brian Wilkes, Russ Romaniuk -  Gary Shushak, Dave Tomlinson, Pat Murray.

### O 5. - 8. místo
Německo -  Finsko 1:3 (0:1, 1:1, 0:2)
2. srpna 1990 - Kennewick

Branky a nahrávky Německa: 28. Ulrich Liebsch (Michael Rumrich).

Branky a nahrávky Finska: 15. Mika Nieminen (Juha Riihijärvi, Pekka Tuomisto), 45. Jukka Wilander (Kari Jalonen, Kai Rautio), 55. Juha Riihijärvi (Pekka Tuomisto, Mika Nieminen).

Rozhodčí: Nikolaj Morozov (URS) - Jay Jacobs (USA), Šamil Šakirov (URS)
Německo: Peter Franke (59:20) - Udo Kießling, Andreas Pokorny, Stefan Schinner, Heinrich Schiffl, Berndt Wagner, Marco Rentz - Ernst Köpf, Bernhard Truntschka, Günter Oswald - Jürgen Trattner, Oliver Kasper, Anton Krinner - Ulrich Liebsch, Thomas Werner, Michael Rumrich - Tobias Abstreiter, Ladislav Strompf, Klaus Mischeller.
Finsko: Ari-Pekka Siekkinen - Kai Rautio, Arto Ruotanen, Timo Kulonen, Curry Kivi, Antti Tuomenoxa, Yukka Marttila, Pasi Huura, Hannu Henrikkson - Pauli Järvinen, Kari Jalonen, Jukka Wilander - Jukka Virtanen, Jari Hirsimäki, Jari Pulliainen - Pekka Tuomisto, Mika Nieminen, Juha Riihijärvi - Pekka Tirkkonen, Pekka Peltola, Vesa Viitakoski.
 Švýcarsko -  Československo 4:8 (2:4, 1:3, 1:1)
2. srpna 1990 - Kennewick

Branky a nahrávky Švýcarska: 1:40 Patrick Hawald (Gil Montandon), 10:46 Thomas Vrabec (Jean-Jacques Aeschliman), 39:25 Manuele Celio (Christian Weber, Dino Kessler), 54:24 Raymond Walder (Manuele Celio).

Branky a nahrávky Československa: 8:40 Martin Hosták (Jiří Šlégr), 14:22 Tomáš Jelínek (Radek Ťoupal), 2:3 17:30 Radek Kampf, 2:4 17:38 Tomáš Jelínek (Jiří Vykoukal, Radek Ťoupal), 26:11 Tomáš Jelínek, 32:14 Ladislav Lubina (Petrovka, Jiří Šlégr), 37:42 Ladislav Lubina (Jiří Kučera), 49:50 Radek Kampf (Radek Ťoupal).

Rozhodčí: M. Gagnon (CAN) - Janne Rautavuori (FIN), D. Barden (CAN)

Vyloučení: 10:11 (využití 0:1)
Švýcarsko: Renato Tosio (Christophe Wahl) - Samuel Balmer, Dino Kessler, Patrick Sutter, Didier Massy, Martin Rauch, Sven Leuenberger - Thomas Vrabec, Gil Montandon, Patrick Howald - Peter Bartschi, Jean-Jacques Aeschliman, Mark Leuenberger - Raymond Walder, Christian Weber, Manuele Celio - Misko Antisin, André Rötheli, Mario Brodmann.
ČSFR: Eduard Hartmann - Richard Šmehlík, Jiří Vykoukal, Bedřich Ščerban, Milan Tichý, Petr Kuchyňa, Jiří Šlégr - Libor Dolana, Jiří Kučera, Ladislav Lubina - Vladimír Petrovka, Martin Hosták, Richard Žemlička - Roman Mejzlík, Josef Beránek, Petr Rosol - Tomáš Jelínek, Radek Ťoupal, Radek Kampf - Ľubomír Kolník.

### O 5. místo
Československo -  Finsko 8:4 (3:1, 1:0, 4:3)
3. srpna 1990 - Kennewick

Branky a nahrávky Československa: 14:34 Libor Dolana (Jiří Vykoukal, Jiří Kučera), 16:23 Tomáš Jelínek (Radek Ťoupal), 19:21 Petr Rosol (Roman Mejzlík), 20:45 Libor Dolana (Ladislav Lubina), 42:12 Ľubomír Kolník (Richard Šmehlík), 49:43 Ľubomír Kolník, 56:44 Tomáš Jelínek (Radek Kampf), 57:18 Libor Dolana (Ladislav Lubina, Petr Bříza).

Branky a nahrávky Finska: 15:22 Jari Pulliainen (Jari Hirsimäki), 49:28 Juha Riihijärvi, 50:10 Jari Hirsimäki (Jari Pulliainen, Timo Kulonen), 55:45 Pekka Tuomisto (Yukka Marttila).

Rozhodčí: Borje Johansson (SWE) - Roland Stalder (SUI), Wilhelm Schimm (GER)

Vyloučení: 5:5 (využití 1:1)
ČSFR: Petr Bříza - Bedřich Ščerban, Milan Tichý, Petr Kuchyňa, Jiří Šlégr, Richard Šmehlík, Jiří Vykoukal - Libor Dolana, Jiří Kučera, Ladislav Lubina - Vladimír Petrovka, Martin Hosták, Richard Žemlička - Roman Mejzlík, Ľubomír Kolník, Petr Rosol - Tomáš Jelínek, Radek Ťoupal, Radek Kampf.
Finsko: Sakari Lindfors - Kai Rautio, Arto Ruotanen, Antti Tuomenoxa, Yukka Marttila, Pasi Huura, Hannu Henrikkson, Timo Kulonen, Curry Kivi - Pauli Järvinen, Kari Jalonen, Jukka Wilander - Pekka Tuomisto, Mika Nieminen, Juha Riihijärvi - Pekka Tirkkonen, Pekka Peltola, Vesa Viitakoski - Jukka Virtanen, Jari Hirsimäki, Jari Pulliainen.

### O 7. místo
Německo -  Švýcarsko 4:2 (2:1, 1:1, 1:0)
3. srpna 1990 - Kennewick

Branky a nahrávky Německa: 2. Tobias Abstreiter (Anton Krinner), 12. Thomas Werner, 31. Ladislav Strompf (Andreas Pokorny, Truntschka), 60. Jürgen Trattner.

Branky a nahrávky Švýcarska: 19. Jean-Jacques Aeschliman (Didier Massy, Thomas Vrabec), 28. Raymond Walder.

Rozhodčí: L. Galvin (USA)